# The Little Mother
The Little Mother er en amerikansk stumfilm fra 1911.